# Thomas Thomson (botaniker)
Thomas Thomson, född den 4 december 1817 i Glasgow, död den 18 april 1878 i London, var en skotsk botanist. Han var son till kemisten Thomas Thomson. Auktorsnamnet Thomson kan användas för Thomas Thomson (botaniker) i samband med ett vetenskapligt namn inom botaniken; se Wikipediaartiklar som länkar till auktorsnamnet.
Thomson blev medicine doktor 1839, läkare i indiska armén, professor i botanik vid Calcutta Medical College och föreståndare för Calcuttas botaniska trädgård. Jämte Joseph Dalton Hooker företog Thomson botaniska resor i Indien och utgav Western Himalayas and Tibet (1852) samt (tillsammans med Hooker) Flora indica (1855). Han invaldes 1853 som ledamot av Leopoldina och 1855 som Fellow of the Royal Society.